# Claira
Claira é uma comuna francesa na região administrativa da Occitânia, no departamento dos Pirenéus Orientais. Estende-se por uma área de 19.34 km², com 4.250 habitantes, segundo o censo de 2018, com uma densidade de 220 hab/km².